# Elsa (rijeka)
Elsa je rijeka u Italiji, u regiji Toskana. Dolina kroz koju protiče zove se po rijeci Valdelsa (talijanski: Dolina Elsa). 

## Tok Else
Elsa izvire na planini Montagnola senese pored gradića Sovicille (Pokrajina Siena), oko 10 km jugozapadno od grada Siene. Od svog izvora rijeka gotovo pravilno teče na sjever do grada Empoli gdje se ulijeva u rijeku Arno.
Rijeku u svom prvom dijelu toka, od Casole d'Elsa i Colle di Val d'Elsa, uobičajeno zovu Mrtva Elsa (L’Elsa Morta), jer nema pritoka, jedine vode koja prima su oborinske vode i pritok iz toplica Caldane. Nakon mjesta Gracciano d'Elsa, rijeku zovu Živa Elsa (L’Elsa Viva). Nakon toga rijeka prolazi pored gradića Poggibonsi i ostavlja iza sebe Pokrajinu Sienu i ulazi u Pokrajinu Firencu.
Nakon toga rijeka protječe pored naselja Barberino Val d'Elsa i gradova Certaldo i Castel Fiorentino, gdje prima pritok Lamu. Potom rijeka teče prema Empoliju, i tu se pored gradića San Miniato,  ulijeva u rijeku Arno.

## Vanjske poveznice
- Il Sentierelsa na portalu Colle di Val d'Elsa (tal.)